# Dose équivalente en banane
Pour les articles homonymes, voir DEB.
Une dose équivalente en banane  (ou DEB) est une unité informelle de radioactivité parfois évoquée dans des communications sur l'énergie nucléaire,, pour comparer le danger des rayonnements ionisants à celui qui est généré par l'ingestion d'une banane. Une dose équivalent banane correspond à une dose efficace de l'ordre de 100 nSv.

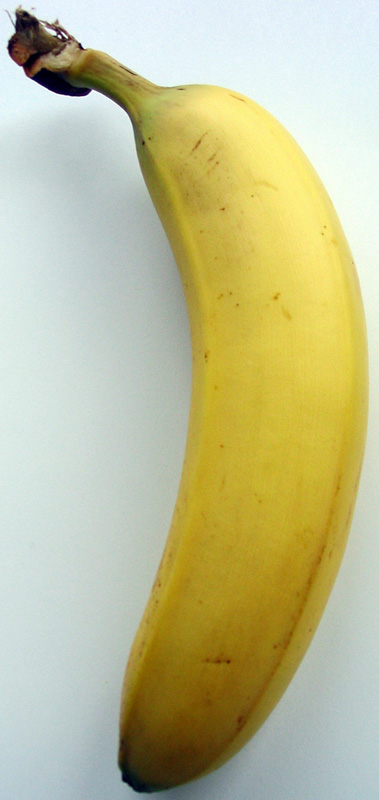
Les bananes, comme d'autres substances organiques, sont légèrement radioactives.

De nombreux produits alimentaires présentent une radioactivité naturelle, et en particulier les bananes, du fait du potassium 40 qu'elles contiennent à raison de 0,017 % en masse du total. La dose équivalente en bananes consiste alors à mesurer un rayonnement radioactif en nombre de bananes nécessaires pour l'atteindre.

## Radioactivité des bananes
Les bananes sont suffisamment radioactives pour être détectées par les détecteurs utilisés par les douanes US pour identifier des transits potentiellement illégaux de matériaux radioactifs.
En moyenne, le profil radiologique des bananes atteint 130 becquerels (3 520 picocuries) par kg, soit 19,5 Bq (528 picocuries) pour une banane typique de 150 g. L'ingestion de potassium 40 cause une dose efficace de 6,2 nSv par becquerel incorporé. La consommation d'une banane de 150 g entraine donc une dose efficace de 120 nSv.
La dose équivalente annuelle correspondante, pour la consommation de 365 bananes (une banane par jour pendant un an), est de 36 µSv (ou 3,6 millirems). À titre de comparaison, Euratom fixe la limite légale de radioprotection à 1 000 µSv (ou 100 millirems) de radiation artificielle en dose efficace sur 12 mois glissants pour le public.

## Comparaison avec d'autres produits alimentaires
Parmi les autres produits alimentaires dont la radioactivité est plus importante que la normale figurent les pommes de terre, les haricots rouges, les noix et les graines de tournesol. La denrée alimentaire la plus radioactive naturellement est la noix du Brésil, avec une activité pouvant atteindre 6 600 picocuries/kg (soit 244 Bq/kg).

## Utilisation didactique
Les rayonnements ionisants provenant des centrales nucléaires conduisent à des expositions extrêmement faibles (activités du terme source typiquement mesurées en becquerel, l'unité du Système international d'unités, ou en picocurie - millionième de millionième de curie, dans les pays anglo-saxons). Comparer ce risque à celui d'une dose équivalente en bananes permet de traduire ce risque en termes plus facilement compréhensibles.

### Comparaison avec l'accident de Three Mile Island
À la suite de l'accident nucléaire de la centrale nucléaire de Three Mile Island, l'autorité de sûreté nucléaire américaine (la NRC) a détecté des niveaux d'iode radioactif dans le lait de production locale, à des niveaux de 20 picocuries/L (0,74 Bq/L). Boire un grand verre de ce lait de 35 cL aurait conduit à une exposition de l'ordre de 1⁄75 DEB (dose équivalente en banane).
Cette comparaison a ses limites, en ce sens que l'iode radioactif se fixe sur la thyroïde, alors que le potassium radioactif se fixe à d'autres endroits dans l'organisme : les effets ne sont donc pas identiques. En matière de sécurité sanitaire, la dose prend en effet en compte :
- la nature du rayonnement ;
- la position (interne ou externe de la source de rayonnement) ;
- le nombre de désintégrations nucléaires (Bq).

D'autres éléments sont à prendre en compte :
- tropisme : son ou ses organe(s)-cible (ex : thyroïde pour l'iode par exemple) ;
- son temps de rétention dans un organe ou l'organisme avant qu'il ne soit éliminé (via l'urine ou les excréments, et bien moindrement via la peau, les phanères, etc.).